# لعنت به روزی که تو را ملاقات کردم
لعنت به روزی که تو را ملاقات کردم (انگلیسی: Maledetto il giorno che t'ho incontrato) یک فیلم کمدی رمانتیک به کارگردانی کارلو وردونه است که در سال ۱۹۹۲ منتشر شد.
این فیلم برندهٔ جایزه دیوید دی دوناتلو بهترین بازیگر مرد، بهترین فیلم‌نامه، بهترین تدوین، بهترین فیلم‌برداری و بهترین بازیگر نقش مکمل زن شد و در همان سال نامزد دریافت جایزه دیوید دی دوناتلو بهترین کارگردان و جایزه دیوید دی دوناتلو بهترین بازیگر زن هم بود.

## بازیگران
- کارلو وردونه
- مارگریتا بوی
- جانکارلو دتوری
- الیزابتا پوتزی
- استفانیا کاسینی
- دیدی پرگو
- والریا سابل